# Liste der Baudenkmäler in der Altstadt (Düsseldorf)
Die Liste der Baudenkmäler in der Altstadt (Düsseldorf) enthält die denkmalgeschützten Bauwerke auf dem Gebiet von Düsseldorf-Altstadt, Stadtbezirk 1, in Nordrhein-Westfalen. Diese Baudenkmäler sind in der Denkmalliste der Stadt Düsseldorf eingetragen; Grundlage für die Aufnahme ist das Denkmalschutzgesetz Nordrhein-Westfalen (DSchG NRW).

## Baudenkmäler
| Bild                                              | Bezeichnung                                                | Lage                                           | Beschreibung | Bauzeit                      | Eingetragen seit   | Denkmal- nummer |
| ------------------------------------------------- | ---------------------------------------------------------- | ---------------------------------------------- | --- | ---------------------------- | ------------------ | --------------- |
| weitere Bilder                                    | Theresienhospital                                          | Altestadt 2 Karte                              | Der Bau des Krankenhauses erfolgte von Ende 1908 bis 1912 auf dem ehemaligen Grund des Karmelitinnenklosters, durch den Architekten Caspar Clemens Pickel. Unter dem Namen Theresienhospital, das Krankenhaus der Cellitinnen und der Töchter vom heiligen Kreuz, wurde es bis 1977 betrieben. Anschließend war es bis Ende 2007 ein Wohnheim für kranke Senioren. Ab Anfang 2008, mit dem Auszug der letzten zwölf Nonnen der Kreuzschwestern, war der Gebäudekomplex unbenutzt. Von Ende 2011 bis Anfang 2014 wurde die dreiflügelige Anlage auf einer Bruttogeschossfläche von rund 13000 Quadratmetern umgebaut und ein Neubau mit 13 Wohneinheiten, östlich des Hofes an der Ritterstraße liegend, angebaut. Die Auflagen der Denkmalpflege, den Eingangsbereich so wie die Mittelgänge entsprechend der einstigen Krankenhausstruktur zu erhalten, wurde eingehalten. Anstelle des ursprünglichen Satteldaches wurde ein geräumiges Tonnendach aufgesetzt. | 1908–1912                    | 7. Dezember 1984   | A 798           |
| Wohnhaus                                          | Wohnhaus                                                   | Altestadt 6 Karte                              | Wohnhaus, Mitte des 17. Jahrhunderts erbaut. Unter anderem war es das Absteigequartier der Grafen Hamilton. | 17. Jh.                      | 1. März 1982       | A 62            |
| Wohnhaus                                          | Wohnhaus                                                   | Altestadt 14 Karte                             | Das barocke Gebäude gehört zu den ältesten in Düsseldorf. | 1627, 1878                   | 7. Dezember 1984   | A 799           |
| weitere Bilder                                    | Weinhaus Tante Anna                                        | Andreasstraße 2 Karte                          | Der Grundstock des Hauses besteht seit 1593 und war einst die Haus- und Krankenkapelle des Jesuitenklosters in der Altstadt. Der Jesuitenorden wirkte seit 1619 in Düsseldorf und unterhielt von 1622 bis 1629 das Kloster (heute Andreasstraße 4, 6, 8) und ein Jesuiten-Gymnasium an der Mühlenstraße (heute Stadthaus). Im Inneren des Gastraums finden sich noch alte Säulen, eine Granitsäule neben der Theke und die Altarsäulen im Durchgang zum zweiten Raum, so wie einige kirchliche Gebrauchsgegenstände, aus der Zeit der Jesuiten. Um 1820 kam das Haus in Privatbesitz der Familie Oxenfort und dient seither als Gast- und Schankwirtschaft. Anfang des 20. Jahrhunderts wurde das Weinhaus „Zur alten Zeit“ nach der Wirtin „Tante Anna“ umbenannt. Engelbert Oxenfort, dieser an der Fassade namentlich genannt, führte das Weinhaus zum Restaurant erweitert von 1974 bis 2004. | 16.–19. Jh.                  | 25. Mai 1983       | A 365           |
| Historisches Stadthaus Düsseldorf                 | Historisches Stadthaus Düsseldorf                          | Andreasstraße 4, 6, 8 Karte                    | Die Gebäude Andreasstraße 4, 6 und 8 gehören zum Gebäudekomplex des Stadthaus Düsseldorf. Das zu dem Regierungsgebäude vereinigte Haus Andreasstraße 8 hieß laut Heinrich Ferber in 1643 „zur Schenkenschanze“ und ging 1709 in den Besitz der Jesuiten über. Das Gebäude Andreasstraße 6, welches damals bis zur Mühlenstraße durchging, gehörte laut Ferber in 1709 den Erben von Johann Albrecht Reichsgraf von Schellart (1670–1754) und kam später in den Besitz der Jesuiten. Bis zur Erbauung des neuen Staatsarchiv befand sich hier auf der ersten Etage die Büros des Archivars Theodor Joseph Lacomblet und seiner Nachfolger. Das Gebäude der Andreasstraße 4 mit dem der Mühlenstraße 29 verbunden war in 1683 in Besitz des Freiherr zu Wachtendonk zu Binsfeld, der es 1665 an Johann Engelberts verkaufte. In 1810 ging das Gebäude von den Erben des Hofrats von Hagen an die Stadt über, welche 1820 auf dem der Mühlenstraße zugekehrten Seite eine Mädchenschule baute. | ca. 1650–1902                | 1. April 1985      | A 877           |
|                                                   |                                                            | Andreasstraße 5 Karte                          | | 17. Jh.                      | 1. März 1982       | A 63            |
| heute „Zum Csikós“                                | heute „Zum Csikós“                                         | Andreasstraße 7 Karte                          | Die Häuser der Nr. 7 und Nr. 9 sind miteinander verbunden und gehören zu einer über 300 Jahre alten, unter Ensemble-Denkmalschutz stehenden barocken Häuserzeile von 1687 und 1697, in der im Winter 1950 die Traditionsgaststätte „Zum Csikós“ eröffnet wurde. | 1687                         | 26. August 1985    | A 908           |
| heute „Zum Csikós“                                | heute „Zum Csikós“                                         | Andreasstraße 9 Karte                          | In der Andreasstraße 9 befand sich von 1697 bis um 1798 die Creudersche Apotheke. | 1697                         | 26. August 1985    | A 909           |
| weitere Bilder                                    | St. Andreas                                                | Andreasstraße 10 Karte                         | | 1622–1629                    | 9. Mai 1984        | A 593           |
| weitere Bilder                                    | Geschäftshaus                                              | Berger Straße 3 Karte                          | | 1899–1900                    | 2. August 1984     | A 681           |
| weitere Bilder                                    |                                                            | Berger Straße 18 a Karte                       | | 1745                         | 2. August 1984     | A 682           |
| weitere Bilder                                    | Berger Kirche                                              | Berger Straße 18 b Karte                       | | 1683–1687                    | 22. November 1982  | A 262           |
|                                                   |                                                            | Berger Straße 19 Karte                         | | 16.–17. Jh.                  | 13. Februar 1991   | A 1223          |
|                                                   |                                                            | Bolkerstraße 1–3 Karte                         | | Ende 17. Jh.                 | 14. September 1994 | A 1320          |
| Schloss Bensberg                                  | Schloss Bensberg                                           | Bolkerstraße 5 Karte                           | | 1632                         | 27. September 1982 | A 213           |
| Zum Markschiffchen                                | Zum Markschiffchen                                         | Bolkerstraße 7 Karte                           | | ca. 1632                     | 27. September 1982 | A 214           |
| Zum goldenen Engel                                | Zum goldenen Engel                                         | Bolkerstraße 9 Karte                           | | ca. 1638                     | 27. September 1982 | A 215           |
|                                                   |                                                            | Bolkerstraße 18 Karte                          | | 1670, Ende 19. Jh.           | 27. September 1982 | A 216           |
|                                                   |                                                            | Bolkerstraße 22 Karte                          | | Anfang 19. Jh.               | 4. September 1996  | A 1400          |
|                                                   |                                                            | Bolkerstraße 25 (ehem. Kapuzinergasse 1) Karte | | 18. Jh.                      | 25. Mai 1983       | A 360           |
|                                                   |                                                            | Bolkerstraße 25 (ehem. Kapuzinergasse 3) Karte | | 18. Jh.                      | 25. Mai 1983       | A 361           |
|                                                   |                                                            | Bolkerstraße 31 Karte                          | | Ende 18. Jh.                 | 27. September 1982 | A 217           |
| weitere Bilder                                    | Neanderkirche                                              | Bolkerstraße 36 Karte                          | | 1683–1687                    | 19. November 1982  | A 249           |
| weitere Bilder                                    |                                                            | Bolkerstraße 39 Karte                          | | 17. Jh.                      | 15. September 1983 | A 423           |
| Haus „In der Lampe“                               | Haus „In der Lampe“                                        | Bolkerstraße 41 Karte                          | | 1573                         | 23. August 1983    | A 411           |
| weitere Bilder                                    | Haus „Im schwarzen Pferd“                                  | Bolkerstraße 43 Karte                          | Erstmals um 1850 wurde im Haus „Zum roten Ochsen“ (Bolkerstraße 47) Bier gebraut. Später kamen die Nachbarhäuser „Zu den drei Königinnen“ (Nr. 45) und „Im Schwarzen Pferd“ (Nr. 43) dazu. | 18. Jh.                      | 23. August 1983    | A 411           |
| Haus „Das rote Kreuz“                             | Haus „Das rote Kreuz“                                      | Bolkerstraße 51 Karte                          | Seit Anfang des 18. Jahrhunderts ist für das Haus der Name „Das rote Kreuz“ bekannt. Mit dem hohen geschwungenen Giebel zählt es zu den markanten barocken Gebäuden der Altstadt. | 18. Jh.                      | 15. September 1983 | A 424           |
| weitere Bilder                                    | Heine Haus                                                 | Bolkerstraße 53 Karte                          | | 17.–20. Jh.                  | 8. Oktober 1990    | A 1219          |
| weitere Bilder                                    | Teil des Rathauses Düsseldorf                              | Burgplatz 1 Karte                              | Das Gebäude der ehemaligen Kunstgewerbeschule am Burgplatz 1 in Düsseldorf bildet heute einen Teil des Rathausgebäudes. Die Kunstgewerbeschule wurde im Jahre 1883 nach Entwürfen des damaligen Stadtbaumeisters Eberhard Westhofen errichtet. Seit 2005 befindet sich in dem Gebäude die „Akademie-Galerie – Die Neue Sammlung“. | 1883                         | 17. Mai 1994       | A 1309          |
| Rathaus mit Ladenlokal                            | Rathaus mit Ladenlokal                                     | Burgplatz 5 Karte                              | | 17. Jh.                      | 26. August 1985    | A 910           |
| Rathaus mit Ladenlokal                            | Rathaus mit Ladenlokal                                     | Burgplatz 6 Karte                              | | 17. Jh.                      | 26. August 1985    | A 911           |
| weitere Bilder                                    | Schlossturm                                                | Burgplatz 30 Karte                             | | 13., 16., 19. Jh.            | 16. Mai 1984       | A 595           |
| Schlossturm                                       | Schlossturm                                                | Burgplatz o. Nr. Karte                         | Bodendenkmal | 13., 16., 19. Jh.            | 10. Mai 1995       | A 1352          |
| weitere Bilder                                    | Staatliche Kunstakademie                                   | Eiskellerstraße 1 Karte                        | Architekt: Hermann Riffart | 1875–1879                    | 18. Januar 1984    | A 517           |
| weitere Bilder                                    |                                                            | Eiskellerstraße 9 (vormals Hafenwall) Karte    | Das kleine Wohnhaus aus der Zeit um 1800 gehört zu den ältesten Häusern im nördlichen Bereich der Altstadt. Die Schauseiten sind in drei Achsen gegliedert. Der Eingang befindet sich in der Mittelachse der südöstlichen Giebelwand und hat eine Natursteineinfassung. Das ziegelgedeckte Satteldach setzt über einem Gesims an, welches das Giebelfeld über der Eingangsseite einfasst. Im Giebelfeld befindet sich ein Lunettenfenster. Ursprünglich war das Haus in den benachbarten Klosterkomplex (1859 das Kloster zum armen Kinde Jesu) mittels einer hohen Mauer an der Straße eingebunden. Der 1871 gegründete St. Anna-Stift der Michaelitinnen (Schwestern vom hl. Erzengel Michael), damals mit katholischem Mädchenheim, wurde Eigentümer des Hauses. | ca. 1800                     | 21. September 1984 | A 712           |
| weitere Bilder                                    | St.-Ursula-Berufskolleg                                    | Eiskellerstraße 11 Karte                       | Der Bau einer großen Schule mit Turnhalle zwischen Ritterstraße und Hafenwall (heute Eiskellerstraße) wurde in 1898 beschlossen, im Januar 1899 war die Auflassung des Grundstücks und mit dem Neubau des Schulgebäudes wurde begonnen. Bis 1967 war dort die „Katholische Volksschule an der Ritterstraße“ untergebracht. | 1900/1913                    | 1. Dezember 1993   | A 1273          |
|                                                   |                                                            | Eiskellerstraße 15 Karte                       | Erbaut vom Maurermeister und Bauunternehmer Ludwig Niestrate, welcher auch um 1887 die Häuser in der Bandelstraße, heute Vulkanstraße Nr. 20 und Nr. 22 (abgegangen) erbaute. | ca. 1885                     | 26. September 1984 | A 714           |
|                                                   |                                                            | Eiskellerstraße 16 Karte                       | Erbaut vom Maurermeister und Bauunternehmer Ludwig Niestrate. | 1886                         | 26. September 1984 | A 715           |
| weitere Bilder                                    | St. Joseph                                                 | Emilie-Schneider-Platz 1 Karte                 | Die Kapelle, dem Heiligen Joseph geweiht, ist der einzige Teil des ehemaligen, in den Jahren 1712 bis 1717 errichteten Klosters der Karmelitinnen, der noch erhalten ist. Entworfen wurde die Klosterkapelle vom italienischen Architekten Matteo Alberti, welcher unter Jan Wellem kurfürstlicher Baudirektor war. | 1712–1716                    | 7. Dezember 1984   | A 798           |
| Goldener Helm                                     | Goldener Helm                                              | Flinger Straße 1 Karte                         | | 18. Jh. (Fassade)            | 10. November 1983  | A 460           |
| Zum Apfel                                         | Zum Apfel                                                  | Flinger Straße 6 Karte                         | | 18. Jh.                      | 6. Mai 1985        | A 894           |
| weitere Bilder                                    | Zum weißen Füchschen                                       | Flinger Straße 8 Karte                         | | 18. Jh.                      | 6. Mai 1985        | A 895           |
| Zum goldenen Krautstein                           | Zum goldenen Krautstein                                    | Flinger Straße 14 Karte                        | Gehörte 1663 Gerhard von Bliesheim. | 17., 18. Jh.                 | 2. November 1984   | A 740           |
| Zum jülischen Wappen                              | Zum jülischen Wappen                                       | Flinger Straße 16 Karte                        | Wurde schon 1632 genannt. | 17. Jh.                      | 21. Dezember 1984  | A 825           |
| Geschäftshaus                                     | Geschäftshaus                                              | Flinger Straße 32 Karte                        | der Architekt Otto Engler erbaute das ehemalige Möbelkaufhaus Gebr. Schöndorff | 1906–1908                    | 9. November 1983   | A 453           |
| Zum Kurfürsten                                    | Zum Kurfürsten                                             | Flinger Straße 36 Karte                        | | 1627                         | 23. Juli 1982      | A 176           |
| Phoenix-Haus                                      | Phoenix-Haus                                               | Fritz-Roeber-Straße 2 Karte                    | | 1922–1926                    | 22. Februar 1988   | A 1102          |
| weitere Bilder                                    | Reichsbankgebäude                                          | Heinrich-Heine-Allee 8–9 Karte                 | Fassade | 1892–1894                    | 14. Dezember 1987  | A 1088          |
|                                                   |                                                            | Hunsrückenstraße 7 Karte                       | | ca. 1700                     | 14. Juni 1982      | A 115           |
|                                                   |                                                            | Hunsrückenstraße 13 Karte                      | | ca. 1700                     | 28. Juni 1982      | A 156           |
|                                                   |                                                            | Hunsrückenstraße 14 Karte                      | | Anfang 17. Jh.               | 28. Juni 1982      | A 157           |
|                                                   |                                                            | Hunsrückenstraße 15 Karte                      | | 1632                         | 14. Oktober 1985   | A 937           |
|                                                   |                                                            | Hunsrückenstraße 16 Karte                      | | 1691                         | 28. Juni 1982      | A 158           |
|                                                   |                                                            | Hunsrückenstraße 16 (ehem. Nr. 18) Karte       | | 18. Jh.                      | 28. Juni 1982      | A 159           |
|                                                   |                                                            | Kapuzinergasse 2 (Bolkerstraße 29) Karte       | | ca. 1758                     | 27. September 1982 | A 227           |
| weitere Bilder                                    |                                                            | Kapuzinergasse 16 Karte                        | Seit 2017 befindet sich hier das traditionelle Düsseldorfer „Gewürzhaus“. | 18. Jh.                      | 25. Mai 1983       | A 362           |
|                                                   |                                                            | Kapuzinergasse 18 Karte                        | | Ende 18. Jh.                 | 11. Mai 1983       | A 355           |
|                                                   |                                                            | Kapuzinergasse 20 Karte                        | | Ende 18. Jh.                 | 25. Mai 1983       | A 363           |
|                                                   |                                                            | Kapuzinergasse 22 Karte                        | | ca. 1785                     | 11. Mai 1983       | A 356           |
| weitere Bilder                                    | Vier Künste                                                | Kay-und-Lore-Lorentz-Platz o. Nr. Karte        | Die 4 Meter hohen Karyatiden aus Sandstein des Bildhauers Wilhelm Albermann auf dem Kay-und-Lore-Lorentz-Platz stehen an der Seite der 1967 errichteten Kunsthalle. Sie sind durch die Attribute als Personifikationen der vier Künste (Musik, Malerei, Bildhauerei, Architektur) zu erkennen. Sie standen vormals im oberen Teils der Schaufassade der Alten Kunsthalle an der Heinrich-Heine-Allee. | 1879–1881                    | 28. April 1994     | A 1295          |
|                                                   |                                                            | Kurze Straße 2 Karte                           | | Mitte 18. Jh.                | 21. Juni 1982      | A 144           |
|                                                   |                                                            | Kurze Straße 3 Karte                           | | ca. 1820                     | 9. November 1983   | A 457           |
| weitere Bilder                                    |                                                            | Kurze Straße 6 Karte                           | Laut Paul Sültenfuß hat das vordere Haus eine Breite von 4,66 Metern und eine Tiefe von 10,8 Metern. | Mitte 17. Jh.                | 21. Juni 1982      | A 145           |
| weitere Bilder                                    |                                                            | Kurze Straße 8 Karte                           | Laut Paul Sültenfuß hat das vordere Haus eine Breite von 3,75 Metern und eine Tiefe von 8,20 Metern. | ca. 1775                     | 29. Juli 1982      | A 205           |
| weitere Bilder                                    |                                                            | Kurze Straße 10 Karte                          | Geburtshaus des Bildhauers Hermann Nolte. Laut Paul Sültenfuß hat das vordere Haus eine Breite von 4,1 Metern und eine Tiefe von 10,59 Metern. | 1775                         | 21. Juni 1982      | A 146           |
| weitere Bilder                                    |                                                            | Kurze Straße 12 Karte                          | Laut Paul Sültenfuß hat das vordere Haus eine Breite von 2,75 Meter und eine Tiefe von 9 Metern. | Ende 18. Jh.                 | 28. Juni 1982      | A 165           |
| weitere Bilder                                    |                                                            | Kurze Straße 14 Karte                          | Laut Paul Sültenfuß hat das vordere Haus eine Breite von 5,6 Meter und eine Tiefe von 9 Metern. | Mitte 18. Jh.                | 14. Juni 1982      | A 116           |
| Geburtshaus Peter von Cornelius                   | Geburtshaus Peter von Cornelius                            | Kurze Straße 15 Karte                          | | 18. Jh.                      | 9. November 1983   | A 458           |
| weitere Bilder                                    |                                                            | Kurze Straße 16 Karte                          | Laut Paul Sültenfuß hat das vordere Haus eine Breite von 3,3 Meter und eine Tiefe von 10,7 Metern. | Ende 18. Jh.                 | 28. Juni 1982      | A 167           |
|                                                   |                                                            | Kurze Straße 18 Karte                          | Laut Paul Sültenfuß hat das vordere Haus eine Breite von 9,3 Meter und eine Tiefe von 10 Metern. | Ende 18. Jh.                 | 21. Juni 1982      | A 147           |
| weitere Bilder                                    |                                                            | Kurze Straße 20 Karte                          | | 17., 18. Jh.                 | 28. Juni 1982      | A 168           |
| ehem. Lambertusschule                             | ehem. Lambertusschule                                      | Lambertusstraße 1 Karte                        | | 1844                         | 7. Juni 1984       | A 621           |
| weitere Bilder                                    | Wohnhaus                                                   | Lambertusstraße 4 Karte                        | 1882 nach Entwürfen des Architekten A. Degen errichtet für Peter Guntermann. Die Fassade wurde von Otto van Els und Bruno Schmitz gestaltet. | 1882                         | 23. Februar 1982   | A 52            |
| weitere Bilder                                    | Geschäfts- und Wohnhaus                                    | Lambertusstraße 6 Karte                        | 1882 von Architekt A. Degen entworfenes traufenständiges, dreigeschossiges Geschäfts- und Wohnhaus für Peter Guntermann. Fassadenentwurf von Architekten Otto van Els und Bruno Schmitz mit typischer Eingliederung von Renaissance- und Barock-Elementen. | 1882                         | 23. Februar 1982   | A 53            |
|                                                   |                                                            | Lambertusstraße, Stiftsplatz Karte             | | 12. Jh                       | 22. Januar 1999    | A 1459          |
|                                                   |                                                            | Liefergasse 1 Karte                            | | 18. Jh.                      | 22. November 1982  | A 267           |
|                                                   |                                                            | Liefergasse 5 Karte                            | | 1708                         | 7. Juni 1984       | A 622           |
|                                                   |                                                            | Liefergasse 7 Karte                            | | 1896                         | 7. Juni 1984       | A 623           |
| Löwenhaus                                         | Löwenhaus                                                  | Liefergasse 9 Karte                            | Stil der Neogotik; Fassade dreiachsig; Erdgeschosszone vorgeblendete Spitzbogen; Treppengiebel | 1881 (Umbau)                 | 7. Juni 1984       | A 624           |
|                                                   |                                                            | Liefergasse 11 Karte                           | | 1881                         | 7. Juni 1984       | A 625           |
| weitere Bilder                                    | Altes Rathaus                                              | Marktplatz 1 Karte                             | | 1570–1573                    | 1. April 1985      | A 878           |
| Städtisches Verwaltungsgebäude                    | Städtisches Verwaltungsgebäude                             | Marktplatz 5–6,6a,b,c,d Karte                  | | 1952–1956                    | 23. Juni 1987      | A 1045          |
| weitere Bilder                                    | Wohn- und Geschäftshaus                                    | Marktplatz 12 Karte                            | Das Wohn- und Geschäftshaus, auch „Altes-Eck-Haus“ genannt, zeigt zur Bolkerstraße eine Fassade mit steil aufragendem Volutengiebel. | Ende 17. Jh.                 | 23. Februar 1982   | A 55            |
| weitere Bilder                                    | Jan-Wellem-Denkmal                                         | Marktplatz o. Nr. Karte                        | | 1695, 1825                   | 7. Oktober 1987    | A 1078          |
| weitere Bilder                                    | Wohn- und Geschäftshaus                                    | Marktstraße 10 Karte                           | Seit 1938 befindet sich hier das Fachgeschäft „Samen Böhmann“, nun in dritter Generation, dessen Gründer Theo Böhmann auch spezielle Mischungen für Vogelfutter erarbeitete. | Anfang 17. Jh.               | 20. Oktober 1983   | A 452           |
| weitere Bilder                                    | Glockenspielhaus „Zur Stadt Florenz“                       | Marktstraße 12 Karte                           | Die schmalen Häuser Marktstraße 12 und 14 wurden 1632 erstmals erwähnt als im Besitz der Familie Aufm Kamp. Laut Urkunde ehemalige Bezeichnung „Zur Stadt Florenz“ | Anfang 17. Jh.               | 19. Oktober 1983   | A 447           |
| weitere Bilder                                    | „Zum Kölsche Wappen“                                       | Marktstraße 14 Karte                           | Am Giebel angebrachte Jahreszahl „1632“. Laut Urkunde ehemalige Bezeichnung „Zum Kölsche Wappen“ | Anfang 17. Jh.               | 19. Oktober 1983   | A 448           |
|                                                   |                                                            | Mertensgasse 2b Karte                          | Gehört zu dem Gebäudekomplex Weinhaus Tante Anna Andreasstraße 2. | 16.–19. Jh.                  | 25. Mai 1983       | A 365           |
| weitere Bilder                                    |                                                            | Mertensgasse 3 (Kurze Straße 22) Karte         | Die Schauseite mit Barockgiebel liegt zur Kurze Straße. | 18.–19. Jh.                  | 11. Mai 1983       | A 357           |
|                                                   |                                                            | Mertensgasse 5 Karte                           | | 1905                         | 25. Mai 1983       | A 366           |
| ehem. Hofapotheke                                 | ehem. Hofapotheke                                          | Mertensgasse 6 Karte                           | | 1630–18. Jh.                 | 27. April 1983     | A 349           |
|                                                   |                                                            | Mertensgasse 8 Karte                           | | 18. Jh.                      | 6. Juli 1983       | A 384           |
|                                                   |                                                            | Mittelstraße 1a Karte                          | | 18. Jh.                      | 19. Oktober 1983   | A 446           |
| weitere Bilder                                    | Schneidersches Geschäftshaus                               | Mittelstraße 11 / Wallstraße 29a Karte         | erbaut 1896 nach Entwurf des Düsseldorfer Architekten Hermann vom Endt, verändert. | 1898                         | 2. September 1983  | A 422           |
| Galerie Schmela                                   | Galerie Schmela                                            | Mutter-Ey-Straße 3 Karte                       | | 1971                         | 20. November 1996  | A 1407          |
| Historisches Stadthaus Düsseldorf                 | Historisches Stadthaus Düsseldorf                          | Mühlenstraße 29–31 Karte                       | Gebäudekomplex mit drei Innenhöfen mit zum Teil alten Gemäuern des ehemaligen Jesuitenklosters von 1650 und dem Jesuiten-Gymnasium an der Mühlenstraße. Für die preußische Bezirksregierung erfolgten 1816 Umbauten durch Franz Andreas Lehmann und Friedrich Kelderhoff. Die Fassade zur Andreasstraße 4, 6 und 8 wurde im Jahr 1823 vom Baumeister Karl Friedrich Schinkel klassizistisch umgestaltet. Die heutigen Gebäude Mühlenstraße 29 wurde nach Entwürfen von Baurat Bongard und Regierungsbaumeister Kochs bis 1900 erbaut. Mühlenstraße 29 ist seit 1987 Sitz der Mahn- und Gedenkstätte Düsseldorf, den Düsseldorfer Opfern und Verfolgten des NS-Regimes gewidmet. In dem Gebäudekomplex, welcher sich an die Andreaskirche anschließt, befindet sich heute unter der Anschrift Mühlenstraße 31 das „Hotel de Medici“ mit Brasserie, Wiener Kaffeehaus, sowie Fitness- und Wellnessbereich. Der köngl. Baurat Ottomar Moeller beschrieb in 1888 das Gebäude Mühlenstraße 31: „Das Regierungsgebäude, ehemaliges Jesuitenkloster dessen Grundstein 1625 gelegt wurde, ist ein schmuckloser, dreigeschossiger Ziegelputzbau, der mit der Andreaskirche einen großen viereckigen Hof umschließt. An der Ecke der Mühlenstraße, am Friedrichsplatz (Grabbeplatz) hat das Gebäude einen turmartigen Aufbau, der ehemals als Sternwarte und als Station für den optischen Telegraphen benutzt worden ist.“ Paul Clemen vermerkt in 1894 hinzu „Von bemerkenswerten Bauteilen nur erhalten neben der Andreaskirche ein Rest des Treppenhauses mit Kreuzgewölbe und auf Engelsköpfen ruhende Kämpfern“. | ca. 1650–1902                | 1. April 1985      | A 877           |
| Land- und Amtsgericht                             | Land- und Amtsgericht                                      | Mühlenstraße 34 Karte                          | | 1913–1923                    | 17. Januar 1984    | A 515           |
| Wohnhaus mit Ladenlokal (bis 2012 „Indiana Café“) | Wohnhaus mit Ladenlokal (bis 2012 „Indiana Café“)          | Neubrückstraße 2 Karte                         | | 18., 19. Jh.                 | 21. Juli 1983      | A 396           |
|                                                   |                                                            | Neubrückstraße 4 Karte                         | | 18., 19. Jh.                 | 21. Dezember 1984  | A 835           |
|                                                   |                                                            | Neubrückstraße 6 Karte                         | | Ende 18. Jh.                 | 1. Oktober 1985    | A 930           |
|                                                   |                                                            | Neubrückstraße 8 Karte                         | | Ende 18. Jh.                 | 1. Dezember 1982   | A 282           |
|                                                   |                                                            | Neubrückstraße 10 Karte                        | | Anfang 19. Jh.               | 13. März 1985      | A 869           |
|                                                   |                                                            | Neubrückstraße 12 Karte                        | Hier befand sich von 1967 bis 1976 das Lokal Creamcheese, so wie der Ausstellungsraum des Malers und Galeristen Konrad Fischer. | Ende 18. Jh.                 | 1. Oktober 1985    | A 931           |
| Haus „Zum Schwarzen Horn“                         | Haus „Zum Schwarzen Horn“                                  | Ratinger Straße 6 Karte                        | | 18., 19. Jh.                 | 21. Dezember 1984  | A 837           |
| weitere Bilder                                    | ehem. Coelestinerinnenkloster                              | Ratinger Straße 15 Karte                       | | 1812                         | 19. Januar 1984    | A 522           |
| Zum Goldenen Einhorn                              | Zum Goldenen Einhorn                                       | Ratinger Straße 18 Karte                       | | 1798                         | 7. September 1984  | A 704           |
|                                                   |                                                            | Reuterkaserne 2 Karte                          | Um 1873, zur Zeit der Planung des Gebäudes der neuen Kunstakademie, befand sich hier noch der Garten von Siebel. | ca. 1885                     | 23. Juni 1983      | A 382           |
|                                                   |                                                            | Ritterstraße 4 Karte                           | | 17., 18., 20. Jh.            | 29. November 1984  | A 782           |
|                                                   |                                                            | Ritterstraße 8 Karte                           | | 1890                         | 1. März 1982       | A 66            |
| Wohnhaus                                          | Wohnhaus                                                   | Ritterstraße 11 Karte                          | | 1698                         | 17. Dezember 1984  | A 821           |
| weitere Bilder                                    | Palais Schaesberg                                          | Ritterstraße 16a Karte                         | | Ende 17. Jh.                 | 21. Dezember 1984  | A 838           |
| weitere Bilder                                    | St. Lambertus                                              | Stiftsplatz 1 Karte                            | | Ende 13. Jh., 1394           | 1. August 1984     | A 677           |
|                                                   |                                                            | Stiftsplatz 4 (mit ehem. Nr. 3) Karte          | | 17. Jh.                      | 1. August 1984     | A 678           |
|                                                   |                                                            | Stiftsplatz 5 Karte                            | | 17. Jh.                      | 1. August 1984     | A 679           |
|                                                   |                                                            | Stiftsplatz 7 Karte                            | | ca. 1805                     | 1. August 1984     | A 680           |
| weitere Bilder                                    | Hochwassermauer                                            | Unteres Rheinwerft Karte                       | Gelegen am Ufer des Rheins erstrecken sich die so genannten „Düsseldorfer Kasematten“ vom Burgplatz bis zur Schulstraße, deren architektonischer Stil an diese Festungsbauten erinnert. Die historische Gestaltung der Rheinuferpromenade stammen von den Architekten Johannes Radke und Georg Eberlein, von der heute noch die Uferschutzmauer, Brüstungen, Treppen, Treppengeländer, ein Altan und die Pegeluhr erhalten sind. | 1898–1902                    | 2. September 1987  | A 1066          |
| weitere Bilder                                    | Haus zu den Löwen                                          | Ursulinengasse 1 Karte                         | Laut Edmund Spohr befindet sich das Grundstück Ursulinengasse 1 auf dem sogenannten „neuen Werk“, das als fortifikatorische Erweiterung des Stadtgebietes der Altstadt um 1671 nördlich vorgelagert wurde. Das Gebäude steht an der Stelle der heutigen Einmündung der Ursulinengasse in die Reuterkaserne. 1892 wurde es von den Gebrüdern Stomm, Caspar Stomm (Bauunternehmer und Architekt) und Richard Anton Stomm (Kaufmann), für des Likeurfabrikanten Witwe Theodor Maas, mit Geschäftsanschrift Ritterstraße 10, fertiggestellt. Die Witwe Maas, eine geborene Ferrier, hinterließ das Gebäude den Erben. Die Bezeichnung „Haus zu den Löwen“ ist historisch nicht abzuleiten und bezieht sich vermutlich auf die dekorativen Elemente der beflügelten Löwen, welche das Gebäude zieren. | 1892                         | 4. Januar 1984     | A 508           |
| weitere Bilder                                    | Wohnhaus, Siedlungsbau                                     | Ursulinengasse 3 Karte                         | | 18. Jh.                      | 7. Dezember 1984   | A 806           |
| weitere Bilder                                    | Wohnhaus Ritterstraße 10 mit Hinterhaus Ursulinengasse 3 a | Ursulinengasse 3 a, Ritterstraße 10 Karte      | | 1675, 19. Jh.                | 21. Juli 1983      | A 397           |
|                                                   |                                                            | Ursulinengasse 5 Karte                         | | 1889                         | 7. Dezember 1984   | A 807           |
| weitere Bilder                                    | Kreuzherrenkirche                                          | Ursulinengasse 6 Karte                         | | 1460–1473                    | 1. Oktober 1985    | A 932           |
|                                                   |                                                            | Ursulinengasse 7 Karte                         | | 1890                         | 7. Dezember 1984   | A 808           |
|                                                   |                                                            | Ursulinengasse 9 Karte                         | | 1890                         | 7. Dezember 1984   | A 809           |
|                                                   |                                                            | Ursulinengasse 11 Karte                        | | 1881                         | 7. Dezember 1984   | A 810           |
| Tonnengewölbe                                     | Tonnengewölbe                                              | Wallstraße 11 (ursprünglich Auf’m Wall) Karte  | Der Gewölbekeller ist ein Zeugnis aus der Zeit um 1696, als die Straße beidseitig bebaut wurde. | ca. 1800                     | 28. Dezember 1989  | A 1199          |
| weitere Bilder                                    | Im Kurfürst Carl Theodor                                   | Zollstraße 4 Karte                             | Sitz der SPD-Ratsfraktion | 18. Jh., Anfang 20. Jh.      | 5. April 1983      | A 332           |
| weitere Bilder                                    | En de Canon                                                | Zollstraße 7 Karte                             | Die Geschichte des Hauses reicht in das 17. Jahrhundert zurück. Den Namen hat das Haus von dem über dem Eingang befindlichen Wappen der damaligen Besitzerfamilie Maurenbrecher, das im Wappenschild eine Kanone zeigt. Neben ihrer Fahrpost betrieb die Familie eine Weinhandlung mit einem Ausschank. Schon Kurfürst Jan Wellem hatte dort seinen Becher deponiert und mit seinen Bürgern und den Künstlern, die an seinem Hofe weilten, regelmäßig gezecht. | 17., 18. Jh.                 | 18. März 1985      | A 874           |
| Giebelhaus                                        | Giebelhaus                                                 | Zollstraße 8 Karte                             | | Ende 17. Jh., Anfang 18. Jh. | 5. April 1983      | A 333           |
| weitere Bilder                                    | Haus des Karnevals                                         | Zollstraße 9 Karte                             | | 18. Jh.                      | 15. März 1983      | A 325           |